# Creepshow III
Creepshow III är en amerikansk skräckfilm från 2006 i regi av Ana Clavell och James Dudelson. Filmen släpptes direkt på DVD den 21 november 2007.
Filmen består av fem korta historier: Alice, Radion, Rachel, en callgirl, Professor Dayton's fru och Den plågade mannen.

## Handling

### Alice
Alice är en inbilsk och bortskämd tonårsdotter som får allt hon vill ha. Eftersom hon är en krävande dotter måste hennes far hitta på nya spektakulära saker att ge henne. En dag får hon bara en helt vanlig fjärrkontroll, tror hon. Men när hon börjar att trycka på knapparna hamnar hon i något av ett parallellt universum, där alla förutom Alice själv är förändrade. Under tiden som Alice befinner sig i detta universum så muteras hon och förvandlas gradvis.

### Radion (The radio)
Jerry är en deltidsarbetande väktare som helst dricker och lyssnar på sport på radion. När den en dag går sönder ger han sig ut på gatan och köper en ny av en hemlös gatuförsäljare. Men det visar sig inte vara en helt vanlig radio, utan den för konversationer med honom. Efter att ha rymt med en prostituerad blir Jerry tillsagd av radion att han måste döda henne, annars dödar hon honom.

### Rachel, en callgirl (Rachel the callgirl)
Rachel är en ung sexig seriemördare som ofta har manliga kunder som är villiga att betala för sex. En dag träffar hon den blyge unge Victor, och Rachel tror att han ska bli ett lätt offer. Så Rachel kedjar fast honom och börjar hugga honom i bröstet med en kniv och lägger sen en kudde över hans ansikte. När Rachel efteråt står i duschen för att tvätta av sig hör hon utifrån rummet Victors röst säga Du dödade mig.

### Professor Daytons fru (Professor Dayton's wife)
Två före detta studenter kommer på besök hos professor Dayton för att träffa hans blivande fru Kathy. Dayton har efter ett livslångt ungkarlsliv träffat en ung snygg blondin som han tänker gifta sig med. Efter att ha blivit drabbade av Daytons practical jokes under skoltiden misstänker de att Kathy egentligen bara är en robot som Dayton experimenterat fram i sitt laboratorium. Hon beter sig som en robot eftersom hon varken äter eller dricker, vilket de tar som ytterligare ett bevis på att hon inte är mänsklig. Så när Dayton inte är hemma bestämmer de sig för att ge tillbaka för alla practical jokes.

### Den plågade mannen (The haunted dog)
Dr Farwell är en grym och girig läkare som heller festar än hjälper nödställda. Efter ett domstolsbeslut måste han jobba 30 dagar på en öppen klinik, där han är lika otrevlig mot alla som vanligt. Men hans oansvariga sätt får oanade konsekvenser när han en dag orsakar en dödsolycka och blir hemsökt av sitt offer.

## Om filmen
Filmen är inspelad i Universal Studios i Kalifornien.
Förutom namnet har filmen ingenting att göra med manusförfattaren Stephen Kings två tidigare böcker/filmer, Creepshow och Creepshow II.
De fem manusförfattarna har skrivit varsin historia till filmen:
- "Alice" skrevs av Ana Clavell
- "Radion" skrevs av Alex Ugelow
- "Rachel, en callgirl" skrevs av Pablo C. Pappano
- "Professor Daytons fru" skrevs av James Glenn Dudelson
- "Den plågade mannen" skrevs av Scott Frazelle

## Rollista (i urval)
- Stephanie Pettee - Alice
- Roy Abramsohn - Alice far
- Susan Schramm - Alice mor
- AJ Bowen - Jerry
- Elina Madison - Eva
- Akil Wingate - Leon
- Cara Cameron - The Radio (röst)